# Градска панорама
Градската панорама (на английски: Skyline, „ска̀йлайн“, буквално „линия по небето“) представлява градски пейзаж, пълната или непълната гледка, която е композирана от високите сгради и съоръжения в града на фона на небето. Понятието е въведено през 1896 година от Чарлс Греъм, чиято цветна литография The Sky Line of New York City е включена в цветно приложение към „New York Journal“. Терминът „скайлайн“ набира популярност и се използва и в други езици.
Градската панорама може също да се определи като изкуствения хоризонт, който е създаден от цялостната градска структура. В известен смисъл, тя е показател за икономическото и културното развитие на града, тъй като изграждането на високи и модерни сгради изисква големи материални и интелектуални ресурси.
Тя може да се оприличи на своеобразен пръстов отпечатък, тъй като не съществуват два града с една и съща панорама. По тази причина тя е често използвана в кадри от филми и телевизионни предавания, за да се покаже мястото на действието. Пол Спрайреген, член на Американския институт на архитектите, нарича градската панорама „физическо представяне [на градските] житейски факти... потенциално произведение на изкуството... неговата обща перспектива.“